# Perdicca
Perdicca, figlio di Oronte, fratello di Alceta (in greco antico: Περδίκκας?, Perdíkkas; Orestide, 355 a.C. circa – Egitto, 321 a.C.), è stato un militare macedone antico, generale sotto Alessandro Magno e reggente dell'impero macedone alla morte dello stesso Alessandro, dal 323 al 321 a.C.

## Biografia

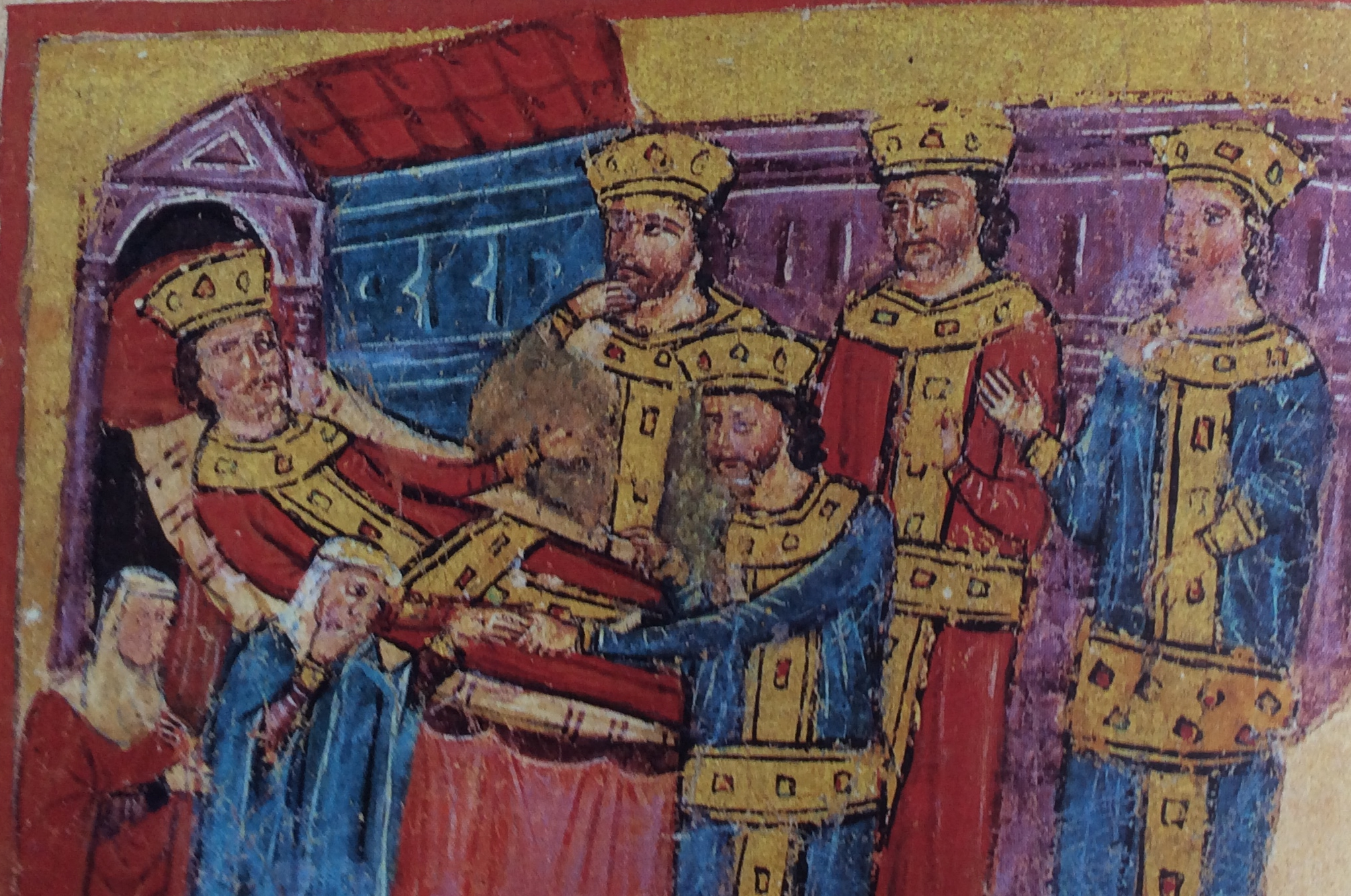
Alessandro sul letto di morte

Perdicca, secondo quanto riferisce Diodoro, insieme ad Attalo e a Leonnato, inseguì e uccise Pausania di Orestide, l'assassino di Filippo II. Lo si ritrova al seguito di Alessandro durante tutta la spedizione asiatica, a capo di un reparto di fanteria. Viene inserito nella lista delle guardie del corpo reali del 325 a.C., insieme a Leonnato, figlio di Anteo; Efestione, figlio di Aminta; Lisimaco, figlio di Agatocle; Aristonoo, figlio di Piseo; Tolomeo, figlio di Lago e Pitone, figlio di Cratea. Sposò per disposizione di Alessandro, nella primavera del 324 a.C. nel corso delle cerimonie dei matrimoni di Susa, una figlia di Atropate, satrapo della Media. Ricevuto l'anello da Alessandro in punto di morte, di cui avrebbe dovuto sposare la sorella, Cleopatra, si credette che fosse stato nominato suo successore, ma i generali riunitisi in assemblea indicarono come successori al trono Filippo Arrideo (fratello minorato di Alessandro),  Roxane e Alessandro IV, il nascituro figlio di Alessandro, nominando Perdicca suo tutore.
In seguito alla spartizione di Babilonia, a Perdicca fu assegnata la reggenza dell'impero macedone e il comando supremo dell'esercito in Asia; a Cratero fu invece affidato il controllo delle finanze. Perdicca divise le province più importanti fra i generali, forse con l'intenzione di legarli a sé, ma ben presto non fu in grado di controllarne le mire autonomistiche. Il movimento più grave si formò in Egitto dove Tolomeo si stava svincolando dal governo imperiale. Perdicca entrato in Egitto nel 321 a.C. fu ucciso dai suoi stessi ufficiali. Dopo di lui, l'unità dell'impero di Alessandro fu definitivamente spezzata e si crearono le condizioni per la formazione dei regni ellenistici.

## Nella cultura di massa
- Nel film Alexander (2004), Perdicca viene interpretato da Neil Jackson.